# レオナルド・ロペス
レオナルド・アデリーノ・ダ・シルヴァ・ロペス （Leonardo Adelino da Silva Lopes, 1998年 11月30日 - ）は、ポルトガル・リスボン県リスボン出身のプロサッカー選手。 ベルギー・ジュピラー・プロ・リーグのサークル・ブルッヘ所属。ポジションはMF。

## キャリア

### ピーターバラ・ユナイテッド
2013年、14歳のときにピーターバラユナイテッドアカデミーに。 彼は以前2012年に13歳だったときにPowerleague Coltsのユースレベルでプレーしていた。2015年3月10日に他の4人の卒業生（ ハリー・アンダーソン 、ジャック・フレンド、 ジョニー・エドワーズ 、 トビ・アデバヨ・ローリング ）とともにシニアコンタクトに署名  。シニア初戦はクローリータウン で2015年4月25日に4-3勝利でデビューした 彼は2016年8月23日にスウォンジーとでEFLカップで敗れるが、ピーターバラで最初のゴールを決めた。 

### ウィガンアスレチック
2018年6月5日に約150万ポンドと思われる非公開金でウィガン・アスレチックへの移籍を完了したと発表された 。 2019年1月31日、彼は2018-19シーズンの残りの期間、ローンでEFLリーグワンサイドのギリンガムでプレー。 

### ハルシティ
2019年8月8日、ロペスはチャンピオンシップのクラブであるハル・シティに移籍し、非公開の移籍金で3年契約を結んだ。 ロペスは、EFLカップの1回戦、トランメア・ローヴァーズとのアウェー戦（0-3の勝利）でハル・シティのデビューを果たした。 彼は2020年2月14日、スウォンジー・シティとの試合でチームの先制点を決め、試合は4-4の引き分けとなった。

### サークル・ブルッヘ
2020年9月10日、ロペスはベルギーのクラブサークル・ブルッヘに非公開の移籍金で加入した。

### ヘント
2024年12月13日、ロペスはヘントと3年半の契約を結んだ。

## キャリア経歴
4 January 2020.現在
| クラブ                     | シーズン     | 同盟               | 同盟   | 同盟 | FAカップ | FAカップ | リーグカップ | リーグカップ | その他 | その他 | 合計   | 合計 |
| クラブ                     | シーズン     | 分割               | アプリ | 目標 | アプリ   | 目標     | アプリ       | 目標         | アプリ | 目標   | アプリ | 目標 |
| -------------------------- | ------------ | ------------------ | ------ | ---- | -------- | -------- | ------------ | ------------ | ------ | ------ | ------ | ---- |
| ピーターバラ・ユナイテッド | 2014–15      | リーグワン         | 2      | 0    | 0        | 0        | 0            | 0            | 0      | 0      | 2      | 0    |
| ピーターバラ・ユナイテッド | 2015–16      | リーグワン         | 8      | 0    | 0        | 0        | 0            | 0            | 0      | 0      | 8      | 0    |
| ピーターバラ・ユナイテッド | 2016–17      | リーグワン         | 38     | 2    | 4        | 1        | 2            | 1            | 2      | 0      | 46     | 4    |
| ピーターバラ・ユナイテッド | 2017–18      | リーグワン         | 38     | 0    | 0        | 0        | 1            | 0            | 1      | 0      | 40     | 0    |
| ピーターバラ・ユナイテッド | 合計         | 合計               | 86     | 2    | 4        | 1        | 3            | 1            | 3      | 0      | 96     | 4    |
| ウィガンアスレチック       | 2018–19      | チャンピオンシップ | 1      | 0    | 1        | 0        | 1            | 0            | 0      | 0      | 3      | 0    |
| ギリンガム                 | 2018–19      | リーグワン         | 14     | 1    | 0        | 0        | 0            | 0            | 0      | 0      | 14     | 1    |
| ハルシティ                 | 2019–20      | チャンピオンシップ | 21     | 0    | 1        | 0        | 2            | 0            | 0      | 0      | 24     | 0    |
| キャリア合計               | キャリア合計 | キャリア合計       | 122    | 3    | 6        | 1        | 6            | 1            | 3      | 0      | 137    | 5    |

1. ↑  Appearances in EFL Trophy